# 북카리알라주

북카리알라 주의 문장

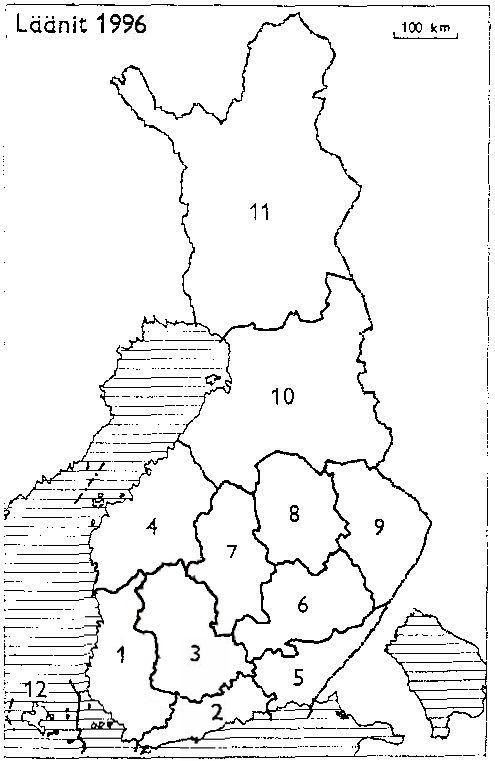
1996년 당시에 존재했던 핀란드의 주 지도 (9번이 북카리알라 주)

북카리알라주(핀란드어: Pohjois-Karjalan lääni, 스웨덴어: Norra Karelens län)는 과거 핀란드에 존재했던 주로 주도는 요엔수이며 면적은 21,585km2(1993년 당시 면적), 인구는 177,893명(1993년 당시 인구), 인구 밀도는 8.2명/km2이었다.
1960년 쿠오피오 주에서 분리되어 신설되었으며 1997년 행정 구역 개편 당시에 미켈리 주, 쿠오피오 주와 함께 동핀란드 주로 합병되면서 폐지되었다.